# Billy Sunday
William Ashley „Billy” Sunday (ur. 19 listopada 1862 w Ames, zm. 6 listopada 1935 w Chicago) – amerykański baseballista i ewangelista przebudzeniowy wyznania prezbiteriańskiego. Był najważniejszym ewangelistą w pierwszej połowie XX wieku i jednym z najbardziej wpływowych w historii Stanów Zjednoczonych. Często gościł na pierwszych stronach gazet, przyjaźnił się z wpływowymi politykami i biznesmenami, bywał w Białym Domu.
Początkowo był baseballistą, ale karierę sportową poświęcił dla głoszenia Ewangelii. W swoim przesłaniu odwoływał się do patriotyzmu. Podczas I wojny światowej wzywał USA do militarnego uczestnictwa, a następnie to zaangażowanie popierał. Szczyt jego powodzenia przypada na drugą dekadę XX wieku, kiedy sprawami organizacyjno-administracyjnymi kierowała jego żona, Nell. Najbardziej udana kampania została przeprowadzona w 1917 r. w Nowym Jorku. Po roku 1920 jego kampanie nie cieszyły się już wielką popularnością.
Do końca swego życia pozostał konserwatywnym chrześcijaninem, był przeciwnikiem spożywania alkoholu (zwłaszcza whisky). Popierał reformy społeczne, ale był bardzo konserwatywny w sferze moralności. Pomimo iż na gruncie teologicznym reprezentował protestancki fundamentalizm, był nastawiony ekumenicznie do innych wyznań chrześcijańskich. Odegrał znaczącą rolę we wprowadzeniu 18 poprawki do Konstytucji Stanów Zjednoczonych w 1919 roku. Jeszcze za swego życia stał się bohaterem powieści, poezji, filmu, muzyki i rozpoznawaną postacią kultury popularnej. Po jego śmierci, jego pracę kontynuowała żona.

## Dzieciństwo i młodość
Urodził się 19 listopada 1862 r. w Ames (Iowa). Jego ojciec, William Sunday, pochodził z rodziny niemieckich emigrantów o nazwisku Sonntag, co, po ich osiedleniu się w Chambersburgu (Pensylwania), zostało przetłumaczone na „Sunday” („niedziela”). Ojciec był murarzem, podczas wojny secesyjnej został wcielony do 23 regimentu ochotników stanu Iowa. Zmarł na zapalenie płuc w Patterson (Hrabstwo Madison w Missouri) w roku 1864, pięć tygodni po narodzeniu najmłodszego syna, Williama Ashleya. Matką Sundaya była Mary Jane Corey, a jej ojciec był farmerem, młynarzem, kowalem i kołodziejem. W kilka miesięcy po śmierci pierwszego męża wyszła powtórnie za mąż, ale drugi mąż szybko opuścił rodzinę.
Gdy Billy Sunday miał dziesięć lat, matka posłała go wraz z bratem do sierocińca w Glenwood, a później do sierocińca w Davenport. W sierocińcu otrzymał wykształcenie podstawowe, nabył nawyk do porządku i dyscypliny i uświadomił sobie, że ma predyspozycje do sportu. W wieku 15 lat zamieszkał ze swoim dziadkiem.
W wieku czternastu lat Sunday pracował na farmie pułkownika Johna Scotta, polityka i biznesmena, gdzie doglądał m.in. kuca szetlandzkiego. Znajomość ze Scottem umożliwiła mu podjęcie studiów w Nevada High School, której poziom nauczania był jednym z najwyższych w regionie. Nie ukończył szkoły, jednak zdobył tam wysoki poziom wykształcenia.
W tym czasie zaczął też odnosić sukcesy sportowe. Był pierwszym Amerykaninem, który przebiegł 100 jardów w 10 sekund.
W 1880 roku zamieszkał w Marshalltown (Iowa), gdzie z powodu swej atletycznej budowy zatrudniony został w straży pożarnej. Startował w zawodach organizowanych przez straż pożarną i grał w drużynie baseballowej miasta. W 1882 roku drużyna z Marshalltown, którą Sunday reprezentował, pokonała mistrza stanu, drużynę z Des Moines, wynikiem 13-4.

## Kariera baseballowa

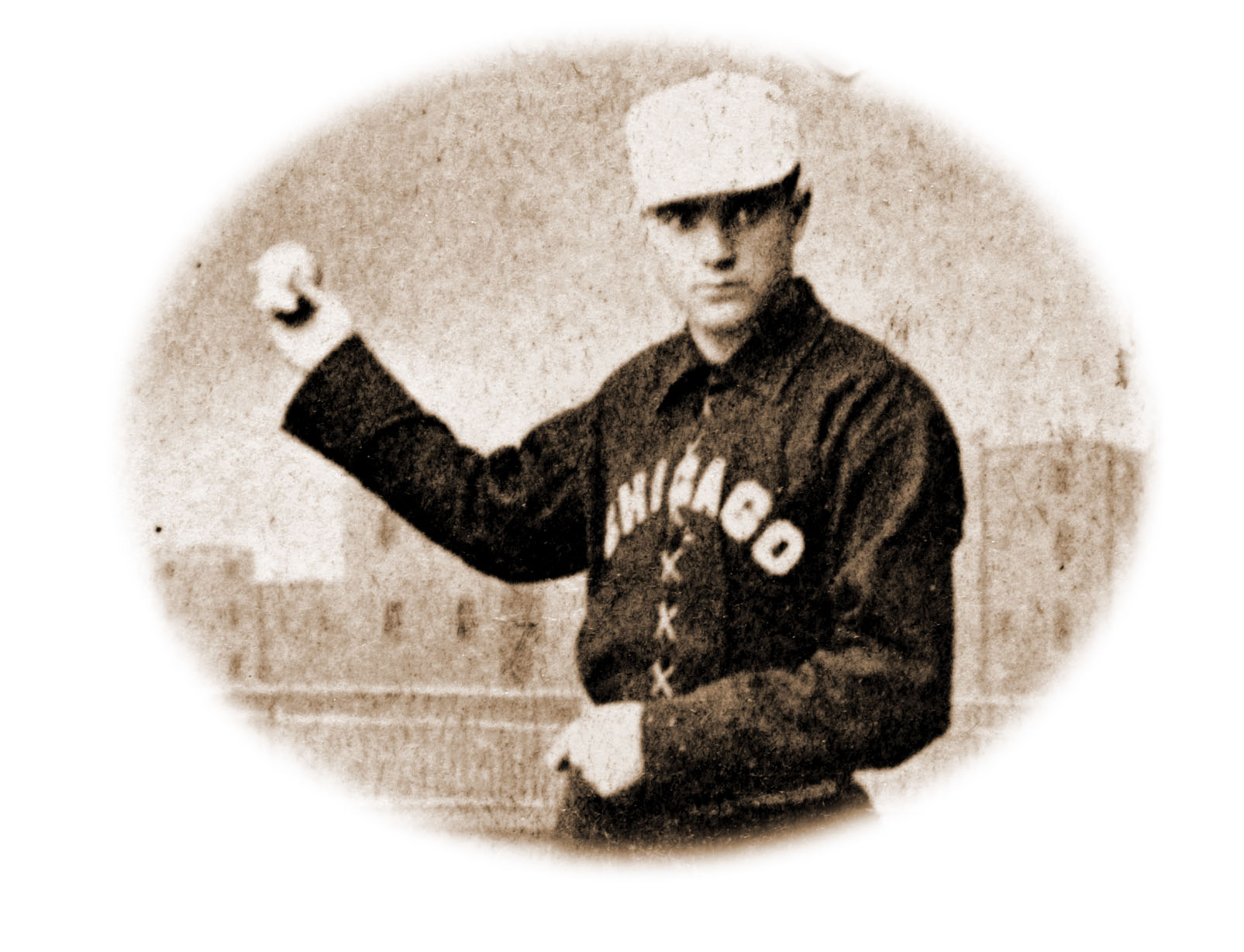
Jako zawodnik White Stockings (1887)

Billy Sunday rozpoczął karierę baseballisty w 1883 roku, kiedy związał się z występującym w National League klubem Chicago White Stockings (obecnie Chicago Cubs). W Major League Baseball zadebiutował 22 maja 1883 roku w wygranym meczu przeciwko drużynie Boston Beaneaters (obecnie Atlanta Braves). W inaugurującym sezonie wystąpił w 14 meczach, zaliczył m.in. 54 at bats, 6 runów czy 5 RBI, a wraz z zespołem zdobył wicemistrzostwo National League (wygrał wspomniany wyżej zespół z Bostonu). W sezonie 1884 zajął wraz z zespołem piąte miejsce w lidze, jednak w dwóch kolejnych zdobył dwa tytuły mistrzowskie w NL. W swoim ostatnim sezonie gry w Chicago zajął z drużyną trzecie miejsce w sezonie zasadniczym.
Od 1888 do 1890 roku występował w zespole Pittsburgh Alleghenys (dzisiejszy Pittsburgh Pirates). W nowym klubie częściej pojawiał się na placu gry (tylko w sezonie 1888 wystąpił w 120 spotkaniach, niemal tyle ile przez pierwsze cztery w White Stockings). W pierwszym sezonie gry w tym zespole zwyciężył w dwóch klasyfikacjach ligowych, a w zestawieniu skradzionych baz był trzecim najlepszym zawodnikiem ligi; w kolejnym sezonie zajął jednak ósme miejsce w klasyfikacji skradzionych baz. Drużyna ta nie osiągała tak znaczących sukcesów jak jego poprzedni klub, w jednym z sezonów jego zespół zajął nawet ostatnie miejsce w National League. W sezonie 1890 wystąpił jeszcze w 86 spotkaniach, po czym w sierpniu 1890 został odsprzedany do Philadelphia Phillies, w którym to rozegrał swoje ostatnie mecze w karierze profesjonalnej. W swoim ostatnim sezonie zajął trzecie miejsce w ligowej klasyfikacji skradzionych baz, a z zespołem z Filadelfii osiągnął trzecie miejsce w rundzie zasadniczej. Ostatnie spotkanie rozegrał 4 października 1890 roku.
Sunday występował głównie na pozycji zapolowego, okazjonalnie także na pozycji pierwszobazowego. Był zawodnikiem bardzo szybkim, jednak popełniającym wiele błędów.

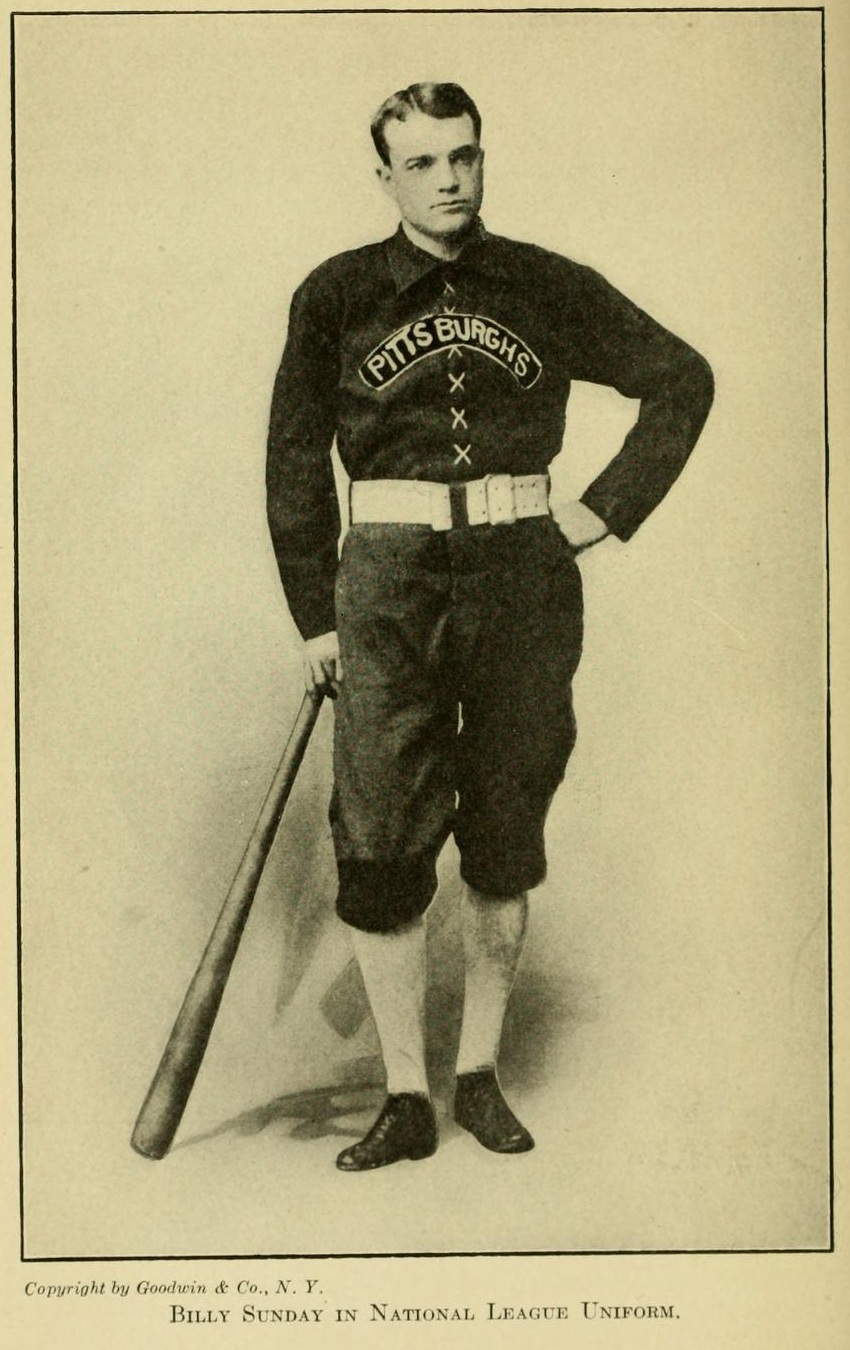
W uniformie ligi narodowej

W niedzielne popołudnie 1886 (lub 1887) roku spacerował ulicą i usłyszał Ewangelię głoszoną przez grupę Pacific Garden Mission. Niedługo potem sam zaczął głosić w kościołach oraz podczas spotkań organizowanych przez YMCA.
W 1886 poznał Helen Amelię Thompson, w której się zakochał. Pochodziła z lepiej sytuowanej rodziny i jej ojciec był przeciwny małżeństwu córki z Sundayem. Ostatecznie związek małżeński został zawarty 5 września 1888 roku. Przystąpił też do kościoła prezbiteriańskiego ze względu na Nell.
Wiosną 1891 roku zerwał kontrakt ze swoim klubem baseballowym gwarantujący mu dochód 2800 dolarów rocznie i rozpoczął pracę w YMCA za 83 dolary miesięcznie. W 1894 roku zespół Pittsburgh Pirates oferował mu pensję 2000 dolarów miesięcznie, ale odmówił.
Do końca życia pozostał wielkim fanem baseballu. Udzielał wywiadów dla prasy, w których wyrażał swoje opinie o tej grze. Wielokrotnie sędziował podczas rozgrywek trzecioligowych oraz amatorskich meczów w tych miejscach, w których przeprowadzał swoje „kampanie przebudzeniowe”. O ile tylko mógł, uczęszczał na ważne mecze baseballowe, włącznie z 1935 World Series (tylko w jednym meczu). W swoich kazaniach często stosował terminologię zapożyczoną z baseballu.

### Statystyki w MLB
Sezon zasadniczy
| Sezon              | Klub               | G   | PA   | AB   | R   | H   | 2B | 3B | HR | RBI | SB | CS | BB  | SO  | BA    | OBP   | SLG   | OPS   |
| ------------------ | ------------------ | --- | ---- | ---- | --- | --- | -- | -- | -- | --- | -- | -- | --- | --- | ----- | ----- | ----- | ----- |
| 1883               | CHC                | 14  | 55   | 54   | 6   | 13  | 4  | 0  | 0  | 5   | NO | NO | 1   | 18  | 0,241 | 0,255 | 0,315 | 0,569 |
| 1884               | CHC                | 43  | 180  | 176  | 25  | 39  | 4  | 1  | 4  | 28  | NO | NO | 4   | 36  | 0,222 | 0,239 | 0,324 | 0,563 |
| 1885               | CHC                | 46  | 184  | 172  | 36  | 44  | 3  | 3  | 2  | 20  | NO | NO | 12  | 33  | 0,256 | 0,304 | 0,343 | 0,647 |
| 1886               | CHC                | 28  | 110  | 103  | 16  | 25  | 2  | 2  | 0  | 6   | 10 | NO | 7   | 26  | 0,243 | 0,291 | 0,301 | 0,592 |
| 1887               | CHC                | 50  | 221  | 199  | 41  | 58  | 6  | 6  | 3  | 32  | 34 | NO | 21  | 20  | 0,291 | 0,362 | 0,427 | 0,789 |
| 1888               | PIT                | 120 | 519  | 505  | 69  | 119 | 14 | 3  | 0  | 15  | 71 | NO | 12  | 36  | 0,236 | 0,256 | 0,275 | 0,532 |
| 1889               | PIT                | 81  | 352  | 321  | 62  | 77  | 10 | 6  | 2  | 25  | 47 | NO | 27  | 33  | 0,240 | 0,307 | 0,327 | 0,634 |
| 1890               | PIT                | 86  | 395  | 358  | 58  | 92  | 9  | 2  | 1  | 33  | 56 | NO | 32  | 20  | 0,257 | 0,327 | 0,302 | 0,628 |
| 1890               | PHI                | 31  | 139  | 119  | 26  | 31  | 3  | 1  | 0  | 6   | 28 | NO | 18  | 7   | 0,261 | 0,367 | 0,303 | 0,669 |
| Łącznie w karierze | Łącznie w karierze | 499 | 2155 | 2007 | 339 | 498 | 55 | 24 | 12 | 170 | NO | NO | 134 | 229 | 0,248 | 0,300 | 0,317 | 0,617 |

## Ewangelista

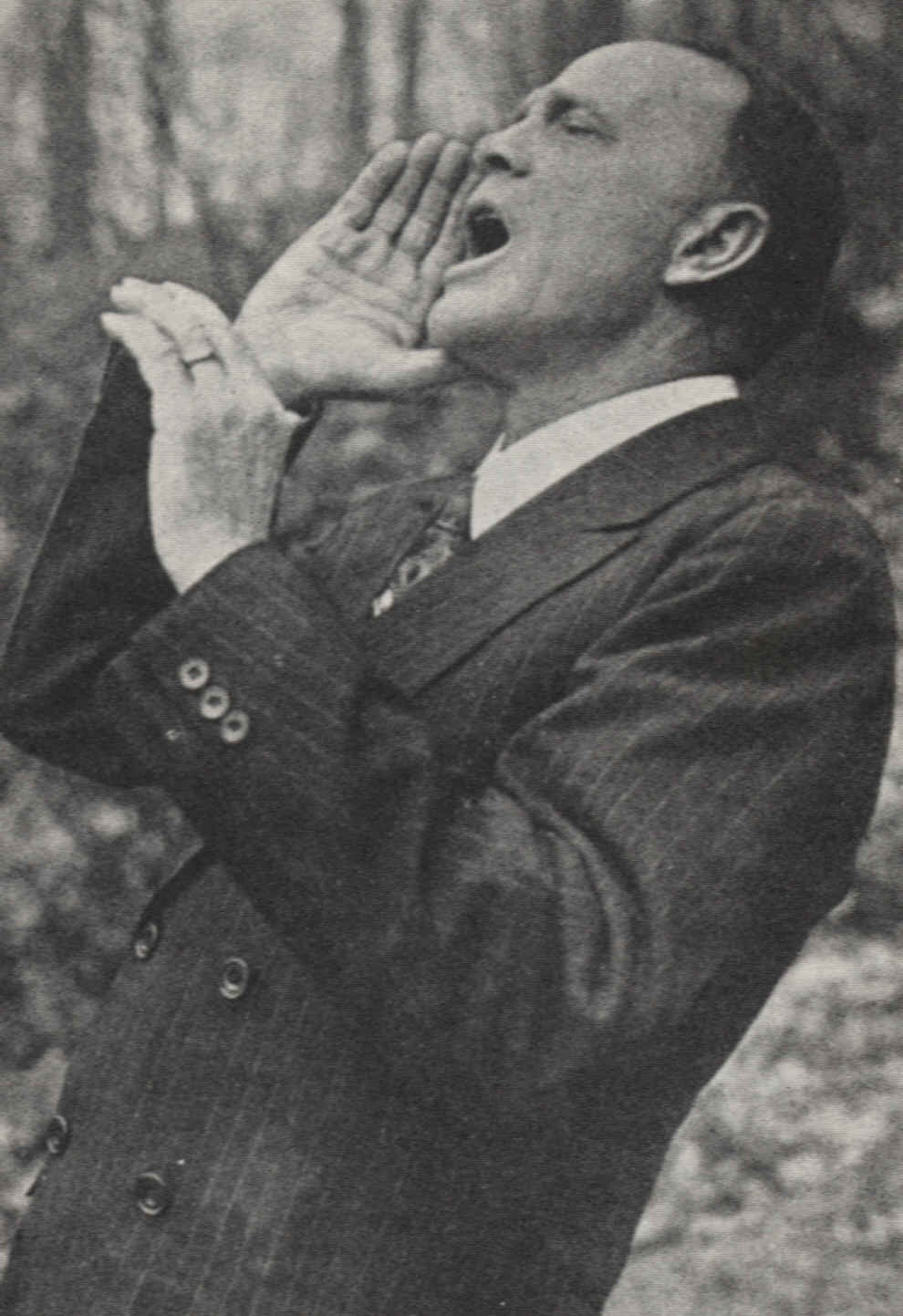
Sunday głosi

### Początki służby
W 1893 roku Sunday został asystentem ewangelisty J. Wilbura Chapmana, w owym czasie jednego z najbardziej znanych ewangelistów w USA (predestynował go do tego m.in. potężny głos). Zadanie Sundaya polegało na przybyciu do każdego miasta, do którego miał udać się Chapman, zorganizowanie spotkań modlitewnych, chóru, wzniesienie namiotu i inne sprawy ewangelizacyjne. Słuchając Chapmana, odbierał lekcje homiletyki i utożsamił się z teologią konserwatywnego chrześcijaństwa. W 1896 Chapman nieoczekiwanie wrócił do pastorostwa, a Sunday rozpoczął własne mityngi ewangelizacyjne. Pierwszy miał miejsce w Garner.
Od końca XIX wieku stopniowo stawał się coraz bardziej znanym ewangelistą, a na początku XX wieku był już najbardziej wpływowym kaznodzieją w Stanach Zjednoczonych. Często gościł na pierwszych stronach gazet. Nawet podczas I wojny światowej jego kazania publikowane były w prasie w całości. W drugiej dekadzie XX wieku stał się sensacją narodową, głosił we wszystkich większych miastach. Nie mając żadnego nagłośnienia potrafił przemawiać do 24-tysięcznego tłumu. Potrafił docierać do ludzi wszystkich klas społecznych. Był bardzo niekonwencjonalny i ekstrawagancki, podczas głoszenia rozbijał krzesła, by lepiej zobrazować przesłanie. Głosił nie tylko zza mównicy czy sprzed niej, ale lubił też wchodzić na nią.
W roku 1903 został ordynowany na duchownego w Kościele prezbiteriańskim.

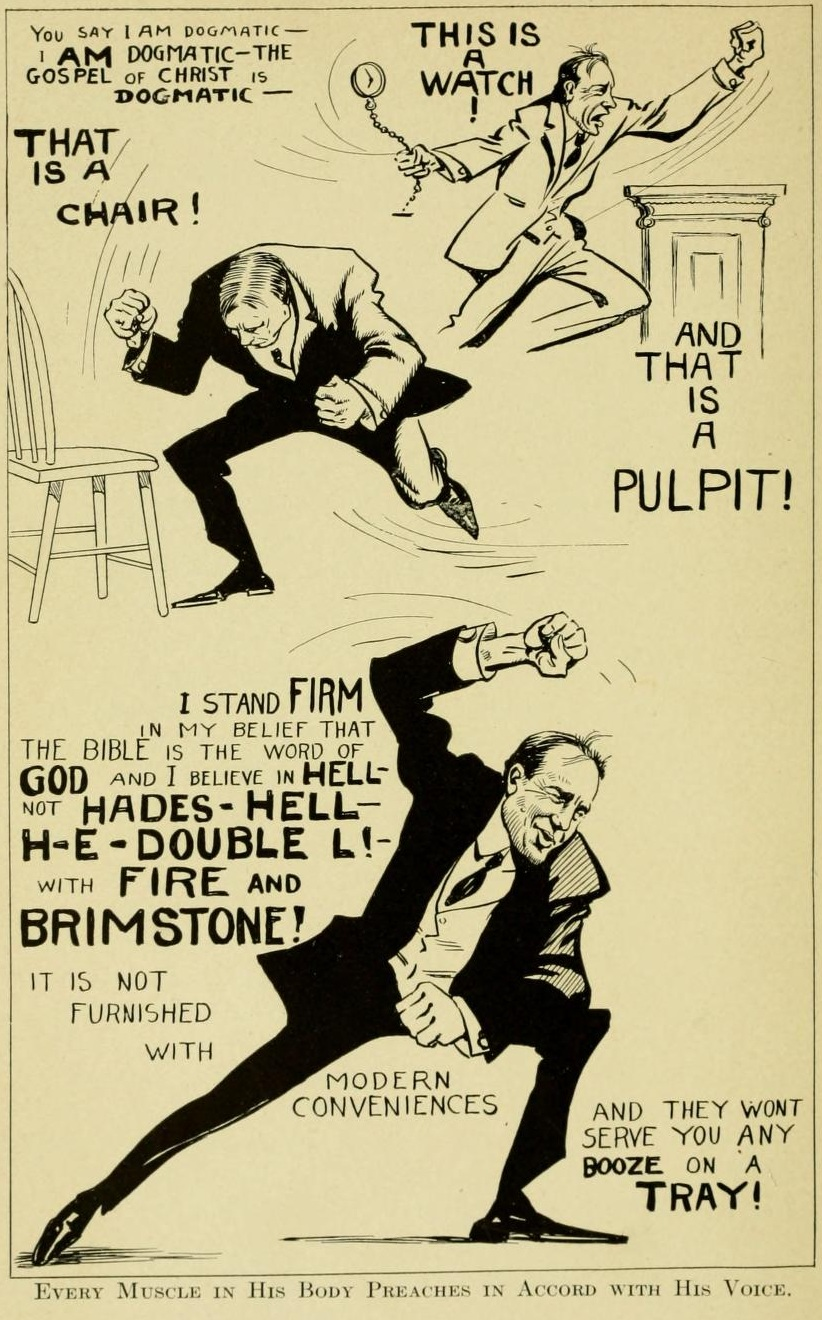
Sunday głosił całym ciałem

Początkowo głosił w namiotach. W październiku 1906 roku śnieżyca w Salida w Kolorado zniszczyła mu namiot. Od tego czasu Sunday zaczął domagać się by miasta budowały dlań drewniane tabernacles (świątynie, przybytki) na czas kampanii. Było to kosztowne, pomimo iż drewno było następnie sprzedawane po zakończeniu kampanii. Obiekty te mieściły zwykle od 5 do 20 tysięcy ludzi i nazywano je Billy Sunday’s Tabernacles. Budowane były wedle pomysłu konstrukcyjnego Sundaya, budowniczymi byli zwykle wolontariusze i wznoszone je w szybkim tempie (do każdej deski wbijano tylko dwa gwoździe). Większość z nich była rozbierana zaraz po zakończeniu kampanii ewangelizacyjnej. Tabernacles poprawiły relacje Sundaya z ludnością, były też miarą jego sukcesu i znaczenia, ponieważ inni ewangeliści głosili zwykle w namiotach. Koszta budowy były opłacane przez kościoły oraz indywidualne ofiary i wynosiły zwykle około 20 tysięcy dolarów. W 1916 wzniesiono taką konstrukcję w Nowym Jorku, a koszty tego przedsięwzięcia wyniosły 68 tysięcy dolarów. Obiekt mógł pomieścić 18 tysięcy ludzi. Podobne obiekty wznoszone były w Chicago, Detroit, Filadelfii i wielu innych większych miastach. Wzniesiono je w niemal dwustu miastach.

### Pod administracją Nell Sunday
Zarówno Sunday, jak i jego żona źle znosili rozłąkę. W 1908 roku Sunday zdecydował powierzyć swoje dzieci niańce, natomiast jego żona Nell dołączyła do jego kampanii, zarządzała przygotowaniem krucjat i sprawami administracyjnymi. Nell wynajęła nowy personel. Stały zespół Sundaya liczył odtąd około 30 osób, a w jego skład wchodzili m.in. muzycy. Zespołem muzyków, w latach 1909–1930, kierował Homer Alvan Rodeheaver. Inną ważną osobą w zespole była bizneswoman Virginia Asher (od 1911 do 1928), która organizowała spotkania dla samych kobiet. Od 1922 roku Asher organizowała spotkania dla kobiet zajmujących się biznesem. Ważną rolę odgrywała rzesza wolontariuszy. Uważa się, że Nell w znacznym stopniu przyczyniła się do przekształcenia kampanii Sundaya w narodowy fenomen. Biografowie Sundaya powątpiewają, by jego sukces był możliwy bez udziału żony. Od tego też czasu jego kampanie prowadzone były głównie w wielkich miastach. Większość czasu Nell spędzała na sprawach menadżerskich oraz zarządzaniu zespołem ewangelizacyjnym. Opłacany zespół w różnych latach liczył od 2 do 17 osób, ale wspomagany był przez tysiące ochotników. Podczas krucjaty w Boston (1916) liczba ochotników wyniosła 35 tysięcy. Byli to członkowie chóru, ochroniarze i inni. Najważniejszym członkiem grupy był Homer Rodeheaver, który był częścią zespołu przez dwadzieścia lat i był odpowiedzialny za muzyczną stronę kampanii Billy’ego Sundaya.
Organizował spotkania dla dzieci. Pewnego razu przyniósł na takie spotkanie wielką ilość chińskich waz, a następnie rozbijał je młotkiem, by pokazać dzieciom, jak łatwo jest złamać dziesięć przykazań. Odbywały się też spotkania dla kobiet (np. 20 listopada 1906 w Kewanee – 4 tysiące uczestniczek). Na spotkaniach dla samych mężczyzn atakował grzechy seksualne.

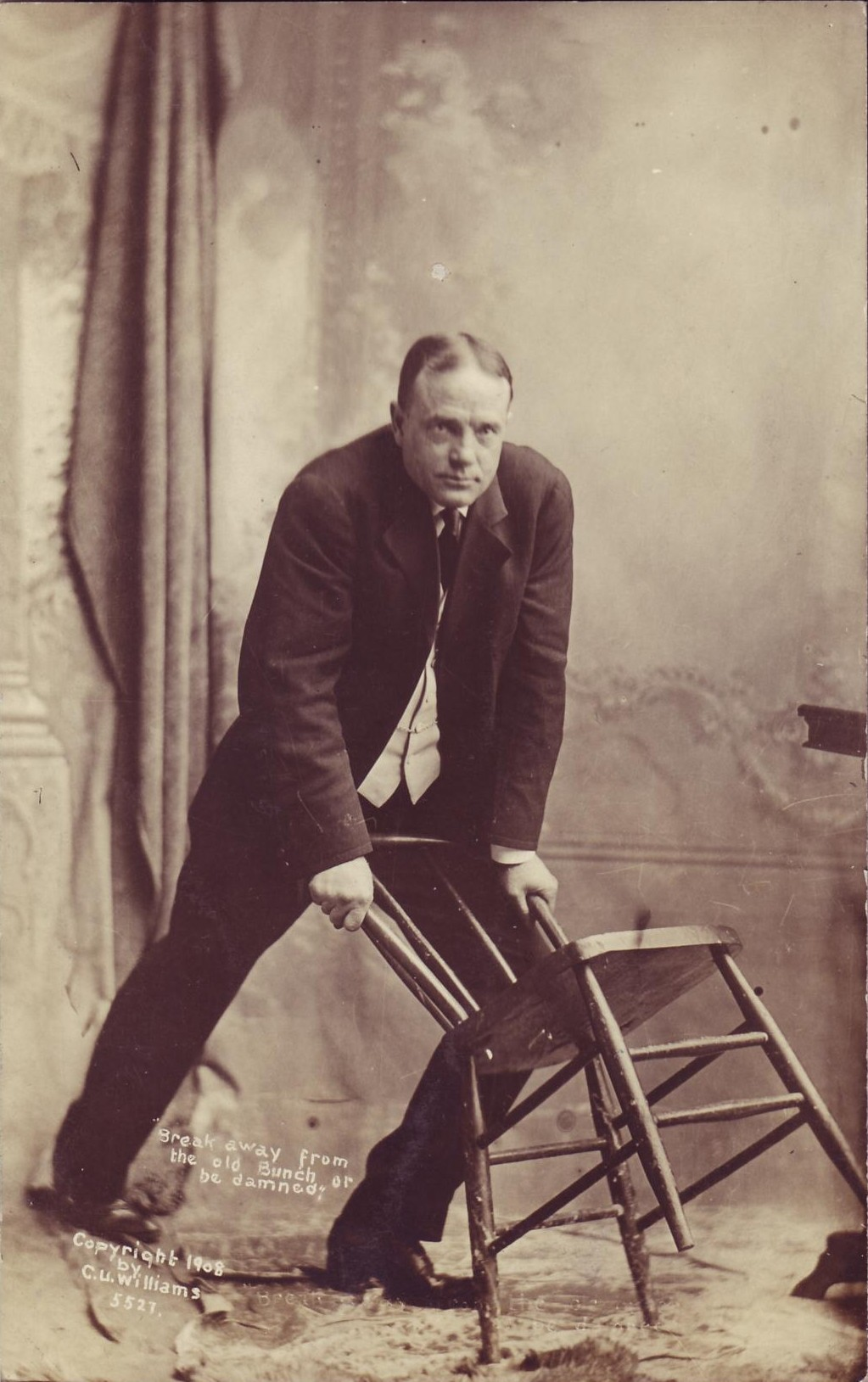
„Zerwij ze starym towarzystwem, albo zostaniesz potępiony” (1908)

Największym jego osiągnięciem była kampania w Nowym Jorku w 1917, trwała od 8 kwietnia do 19 czerwca, uczestniczyło w niej około miliona słuchaczy. Efektem wystąpienia było ok. 98 000 nawróceń. Prawdopodobnie przemawiał do największej liczby ludzi w historii aż do czasów wynalezienia elektrycznego nagłośnienia. Jeden z jego biografów, Robert F. Martin, szacuje, że głosił do 80–100 milionów ludzi. Szacuje się również, że pod wpływem jego kazań nawróciło się ok. 1,125 miliona ludzi, liczba ta bywa jednak kwestionowana.
Ostatniego dnia krucjaty Sunday zbierał kolektę. Otrzymywał wiele „ofiar miłości” od ludzi z wielkiego biznesu. W latach 1908–1920 otrzymał więcej niż milion dolarów. W czasach swego największego powodzenia mawiał: „Nie chcę słyszeć brzęku monet w skarbonce, chcę słyszeć szelest banknotów”. Podczas krucjaty w Detroit w 1916 Henry Leland podarował mu cadillaca za 8 tysięcy dolarów. Spotkał się z nim Henry Ford. Biznesmen J.L. Hudson oraz szef policji Detroit regularnie przychodzili na spotkania. Ostatniego dnia krucjaty otrzymał około 50 tysięcy dolarów kolekty. Według Sundaya w krucjacie uczestniczyło 2 miliony ludzi, według gazet około miliona. Gdy Sunday przybył do Detroit w 1934 otrzymał już tylko 2 tysiące dolarów. W latach 20. dwukrotnie otrzymał pieniądze od Ku Klux Klanu (w 1921 w Richmond przyjął od nich publicznie 50 dolarów). Biografowie Sundaya twierdzą, że publicznie ani nie popierał, ani nie zwalczał tej organizacji. Cyrus Hayat zauważył jednak, że Sunday skrytykował Ku Klux Klan w Chattanooga w 1919.
Podczas I wojny światowej otrzymał od brytyjskich urzędników oraz biznesmenów ofertę prowadzenia swych antyalkoholowych kampanii w Anglii. Cały jego zespół wraz z chórem miałby zostać przerzucony do Wielkiej Brytanii. Sunday odrzucił ofertę.
Przed swoją śmiercią ocenił, że w ciągu swego życia wygłosił prawie 20 000 kazań, średnio 42 kazania miesięcznie, w latach 1896–1935. W czasach, gdy cieszył się szczytem powodzenia głosił więcej niż 20 razy w tygodniu do wielkich tłumów. Nawet w 1923 roku, gdy prowadził już służbę na znacznie mniejszą skalę i stracił część dawnej popularności, 479 300 ludzi przybyło na 79 spotkań w Columbii. Największym powodzeniem cieszyły się jego kazania przeciwko alkoholowi.

### Poglądy
Wierzył w pięć niekwestionowanych zasad: Bóstwo Chrystusa, Jego narodzenie z dziewicy, Jego zmartwychwstanie, Powtórne Przyjście Chrystusa, nieomylność Biblii. Wierzył, że ekonomiczny rozwój oraz industrializacja Ameryki jest znakiem od Boga, że Ameryka jest na właściwej drodze. Korzystał z wynalazków i nowych możliwości przez nie oferowanych. Już w 1910 roku przeleciał samolotem nad Winona Lake.
Pomimo iż był prezbiterianinem, jego służba była ponad-wyznaniowa, a on sam nigdy nie był kalwinistą w ścisłym tego słowa znaczeniu. Nigdy nie zdobył formalnego wykształcenia teologicznego, ale znał dobrze Biblię, posiadał też dobrze wyposażoną bibliotekę. W przeciwieństwie do fundamentalnych protestantów był nastawiony ekumenicznie zarówno względem katolików, jak i unitarian. W 1916, przed rozpoczęciem swej kampanii ewangelizacyjnej w Baltimore, spotkał się z kardynałem Gibbonsem. Gibbons w specjalnym liście wyraził zgodę na współpracę z Sundayem dla swego duchowieństwa. Podczas swej największej krucjaty w Nowym Jorku w 1917, 3,500 osób które podpisały decision cards odesłał do kościołów katolickich, 900 do żydowskich synagog, a 400 do scjentologów.

## Działalność społeczna i polityczna

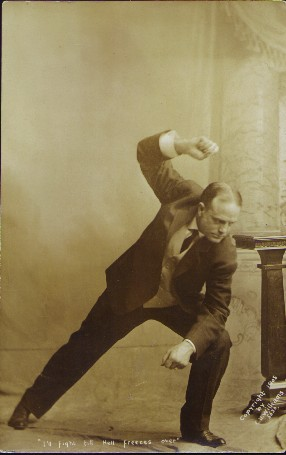
„Będę walczył dopóki piekło nie zostanie zamrożone” (1908)

Podczas I wojny światowej nawoływał do wypowiedzenia wojny Niemcom. Po wypowiedzeniu wojny zgromadził w Nowym Jorku 120 500 dolarów dla amerykańskich żołnierzy. Walkę z Niemcami przyrównywał do walki nieba z piekłem. Pod koniec wojny w jednym z kazań powiedział: „Jeżeli odwrócisz piekło do góry nogami, znajdziesz «Made in Germany» podstemplowane od dołu”.
Przez wiele lat współpracował z organizacjami walczącymi o zaprowadzenie prohibicji, takimi jak: Liga Antysalonowa oraz Women's Christian Temperance Union. Od roku 1914, gdy wygłosił w Bostonie słynne kazanie booze sermon, w którym alkohol nazwał narzędziem Szatana, zaangażował się w walce o wprowadzenie prohibicji. Odegrał znaczącą rolę we wprowadzeniu 18. poprawki do Konstytucji Stanów Zjednoczonych w 1919 roku. W przeddzień wprowadzenia prohibicji wygłosił w Nowym Jorku kazanie:

Skończy się przelewanie łez. Slumsy wkrótce przejdą do historii. Nasi więźniowie wrócą do fabryk, a więzienia przekształcą się w magazyny i spichlerze. Mężczyźni będą chodzić w pionowej pozycji, kobiety będą się uśmiechać, a dzieci będą się śmiać. Piekło będzie czekało na wynajem.

Skutek wprowadzenia prohibicji okazał się odwrotny od wizji ukazanej w kazaniu. Więzienia zapełnione zostały pijakami, skorumpowanymi funkcjonariuszami czy szmuglerami. Dodatkowo, wskutek wielkiego kryzysu i klęski ekologicznej na Południu (Dust Bowl) powstały rzesze bezrobotnych, którzy skupiali się w slumsach znanych jako Hoovervilles. Jednak sam Billy Sunday za porażkę uznał bardziej odwołanie „swojej poprawki” do konstytucji USA, niż fakt, że szkodliwe picie się nie zmniejszyło.
Zapraszany był do Białego Domu, spotykał się z przedstawicielami elit finansowych i politycznych, z gwiazdami sportu. Jadał obiady z wieloma wpływowymi politykami, w tym z prezydentami Theodorem Rooseveltem oraz Wilsonem. Do swoich przyjaciół zaliczał takich przedsiębiorców i wpływowych działaczy jak: Hoover, Rockefeller, John M. Studebaker, H.J. Heinz, Henry Leland, S.S. Kresge i John Wanamaker.
Podczas kampanii w Los Angeles w 1917, Sundaya odwiedzili aktorzy z Hollywood oraz przedstawiciele show-biznesu, wśród nich Douglas Fairbanks, a członkowie jego grupy misyjnej zagrali z nimi charytatywny mecz baseballowy (zwycięstwo przypadło gwiazdom z Hollywoodu, padł wynik 1-0).
Był republikaninem, sprzeciwiał się eugenice, przyjmowaniu imigrantów z południowej oraz wschodniej Europy. Uważał, że imigranci budują więcej saloonów niż kościołów. Był przeciwny tańcom, graniu w karty, chodzeniu do teatru i czytaniu powieści. Równocześnie sprzeciwiał się pracy dzieci, popierał reformy społeczne, żądał prawa wyborczego dla kobiet.
Baseball traktował jako formę rekreacji korzystną dla zdrowia, a nawet patriotyczną. Do końca życia uczęszczał na mecze baseballowe.

## Ostatnie lata życia

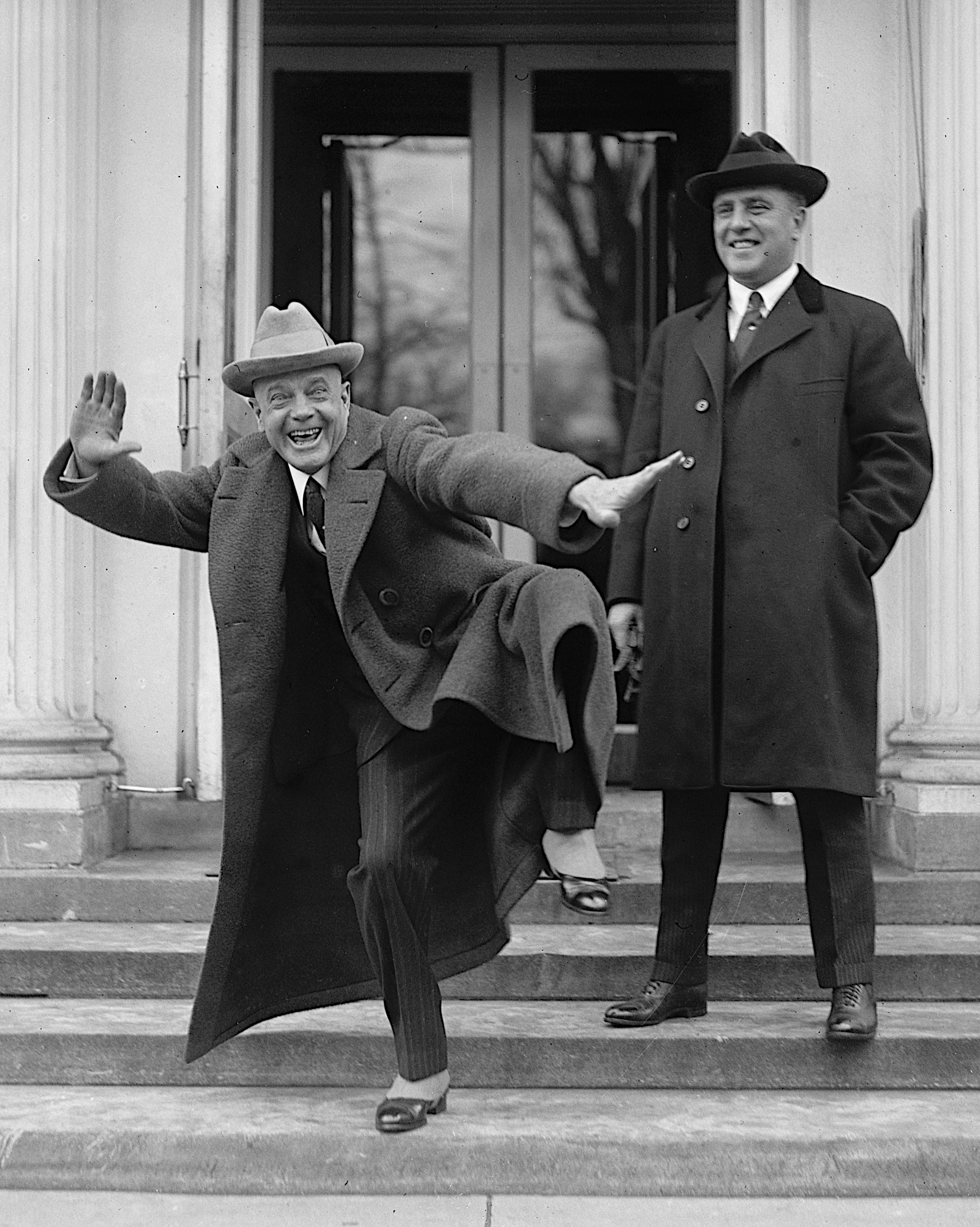
Biały Dom (20 lutego 1922)

Czasy powodzenia Sundaya przypadają na czasy pomiędzy wojną secesyjną a I wojną światową. Ameryka szukała swojej tożsamości narodowej i szukano idei, które by łączyły cały naród. Środkowy Zachód USA odgrywał wtedy pewną rolę w kulturze amerykańskiej, a Sunday był jedną z najbardziej znanych – choć zarazem kontrowersyjnych – jego postaci. Wraz ze zmianą sytuacji społecznej i pojawieniem się nowych problemów, jego znaczenie zmalało.
Szczytem jego powodzenia był rok 1917 (kampanie w Nowym Jorku i Los Angeles). Po I wojnie światowej nie cieszył się już takim powodzeniem, a jego służba zaczęła podupadać (przede wszystkim w wielkich miastach). Radio, kino i przemysł rozrywkowy sprawiły, że jego ewangelizacje nie były już tak atrakcyjne dla ludzi jak przedtem. Ludzie zaczęli przyzwyczajać się do wygodniejszego trybu życia oraz nowego typu rozrywek. W 1921 roku pisał do swojej żony, że wielkie miasta unikają go. Miał też problem z finansowaniem swojej misji.
Trzej jego synowie popełniali te właśnie grzechy, z którymi walczył ich ojciec (cudzołóstwo, rozwody, pijaństwo), co miało szkodliwy wpływ na jego służbę. Był szantażowany przez kobiety związane z jego synami. Jego jedyna córka, Helen, zmarła w 1932 na zapalenie płuc. Jego najstarszy syn, George, popełnił samobójstwo wyskakując przez okno w 1932.
Pojawiły się zarzuty wobec Sundaya o materializm. Oskarżano go, że jest narzędziem w rękach wielkiego kapitału. Ponadto stan jego zdrowia nie pozwalał na dawną aktywność. Miał atak serca na początku 1935 roku, lekarz zalecił mu, by zaprzestał głoszenia. Sunday zignorował prośbę lekarza. Stan zdrowia stale się pogarszał. Pod koniec życia musiał zrezygnować z wielu swoich planów (dwutygodniowe spotkanie w Waszyngtonie, podróż do Miami). Swoje ostatnie kazanie wygłosił 27 października na temat What must I do to be saved? („Co muszę zrobić, aby być zbawionym?”). Przez historyków ewangelikalnego protestantyzmu określany jest jako ten, który wykradł milion dusz od szatana, ale stracił własną rodzinę.
Zmarł 6 listopada 1935 na atak serca. Pogrzeb odbył się 9 listopada w Chicago, w Moody Memorial Church. Na pogrzebie jego żona, Nell, powiedziała, że nie będzie już nikogo, kto będzie mógł go zastąpić. Oceniano, że nie będzie miał problemu z wejściem do nieba ktoś, kto nawrócił milion. Nell oceniła, że w ciągu 39 lat Sunday głosił dla 85 milionów ludzi. Kondolencje dla wdowy przesłał m.in. prezydent Franklin Delano Roosevelt.
Po śmierci Sundaya jego żona dbała o dobry wizerunek męża i dobrą pamięć o nim. Osobiście zaangażowała się w kilku misjach chrześcijańskich, zwłaszcza w „Pacific Garden Mission” i pracowała w nich do końca swego życia. Nell Sunday kilkakrotnie przemawiała na krucjatach Billy’ego Grahama i wielokrotnie przemawiała w Bob Jones College (otrzymała honorowy stopień naukowy). Spotkały ją również inne wyróżnienia i zaszczyty.

## Wpływ na kulturę

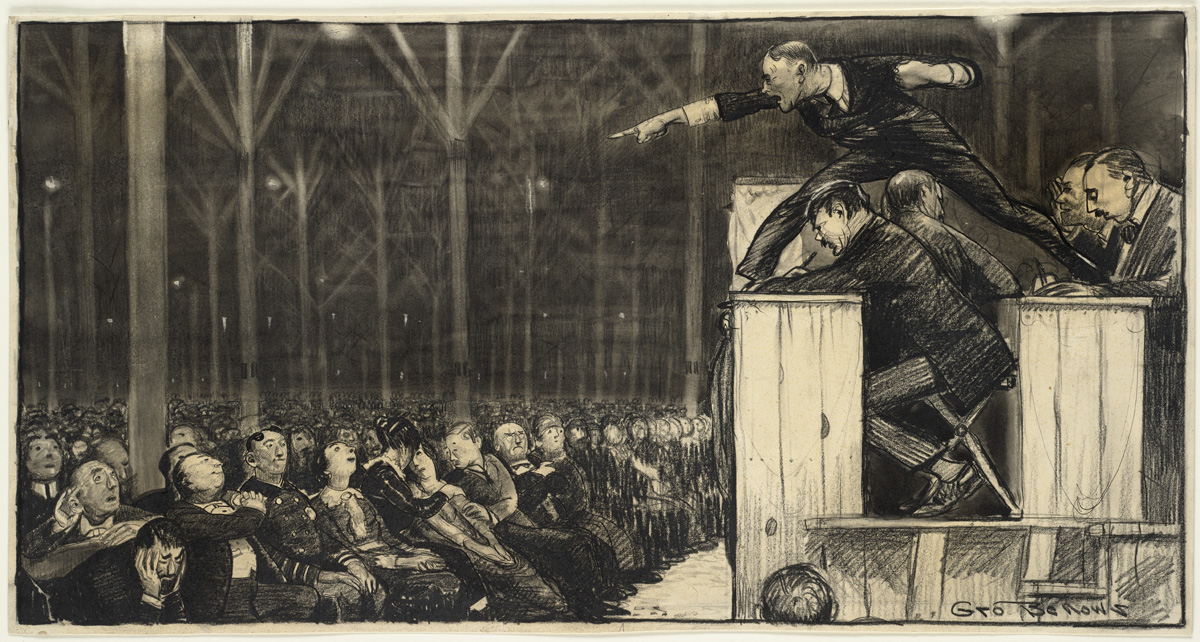
Sunday w karykaturze Bellowsa, „Metropolitan Magazine”, maj 1915

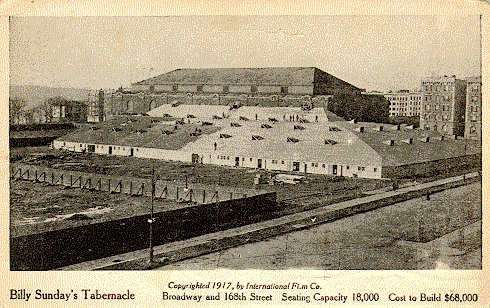
Billy Sunday’s Tabernacle (NY 1917)

W latach 1908–1920 napisano o Sundayu więcej niż 60 artykułów w popularnych pismach i niemal wszędzie, gdziekolwiek wszedł, czyhał nań fotograf. W 1914 roku American Magazine uznał go za ósmego wielkiego Amerykanina. Jeszcze za swego życia stał się częścią kultury popularnej, wszedł do filmu, powieści i poezji. Zajmowali się nim pisarze tacy jak: Sinclair Lewis, Henry M. Tichenor oraz John Reed.
Sinclair Lewis w swej powieści Babbitt (1922) sportretował Sundaya w postaci Mike’a Monday’a: Jest to wyróżniający się ewangelista, najbardziej znany „protestancki papież” Ameryki. Nic nie osiągnął jako płatny wojownik, więc postanowił zarabiać na „służbie dla Pana”. W 1927 roku sportretował go ponownie w kontrowersyjnej powieści Elmer Gantry. Bohaterem powieści jest skorumpowany kaznodzieja, Elmer Gantry, który obiecuje wszystkim niebo za ciężkie pieniądze. Głosi abstynencję, ale regularnie się upija, kazania są plagiatami z dzieł agnostyków takich jak Robert G. Ingersoll, prowadzi niemoralne życie hipokryty, kilkakrotnie zmienia swą przynależność kościelną. Sunday zaliczył Lewisa do „kohorty szatana”.
W 1917 roku nakręcono krótki niemy film dokumentalny Billy Sunday’s Tabernacle, w reżyserii F.M. Folletta, producentem był William Randolph Hearst. Film dotyczy budynku Billy Sunday’s Tabernacle wzniesionego w Nowym Jorku.
Fred Fisher, kompozytor z Kolonii, który wyemigrował do USA, w 1922 roku skomponował utwór z gatunku Tin Pan Alley, pt. „Chicago (That Toddling Town)”. Utwór mówi o krucjacie Sundaya z 1918 w Chicago i jego walce o wprowadzenie prohibicji. Utwór znany jest w wielu wersjach, ale najbardziej rozpowszechnioną jest wersja Franka Sinatry z 1957 roku.
Sunday pojawia się jako postać literacka również w powieściach końca XX wieku. John Jakes wzmiankuje o Sundayu w swej historycznej powieści o Chicago Homeland. Życie Sundaya posłużyło jako metafora w powieści australijskiego pisarza, Roda Jonesa, zatytułowanej Billy Sunday. Celem powieści jest odkrycie idei Ameryki, w przełomowym punkcie jej historii.

## Oceny

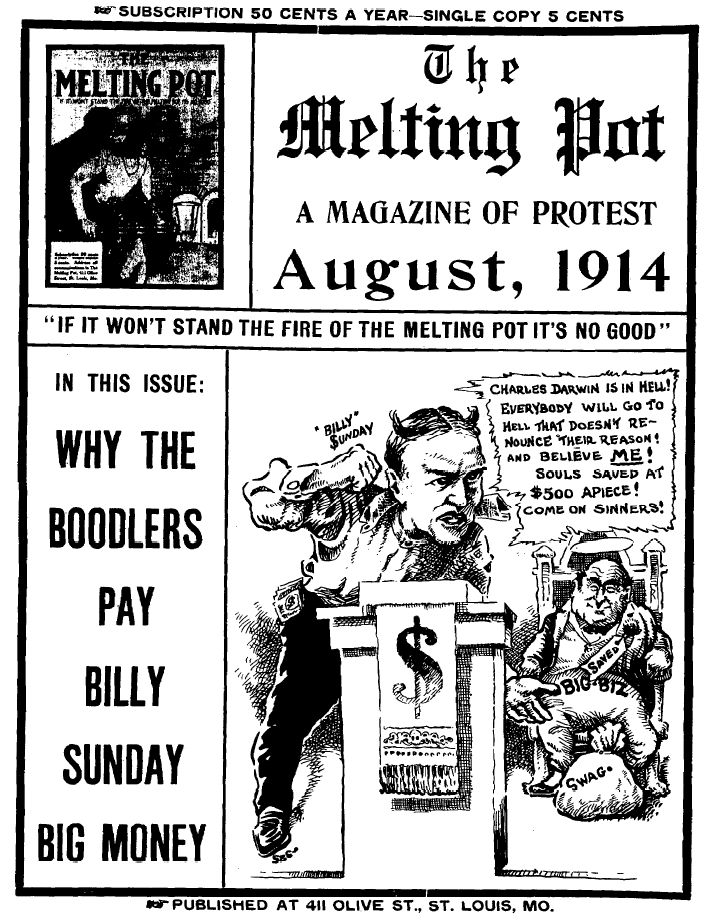
Okładka „The Melting Pot: A Magazine of Protest” (sierpień 1914) – Sunday narzędziem wielkiego biznesu

Sinclair Lewis, Henry M. Tichenor oraz John Reed zarzucali Sundayowi, że jest narzędziem w rękach wielkiego biznesu. Poeta Carl Sandburg nazwał go four-flusher oraz bunkshooter. Biografowie Sundaya zauważyli, że zarzut wspierania wielkiego kapitału jest trudny do utrzymania, ponieważ Sunday popierał reformy społeczne. Sprzeciwiał się pracy dzieci, wspierał sufrażystki. W odniesieniu do kapitalistów twierdził, że prowadzą oni przykładne życie, a jednocześnie okradają kieszenie 80 milionów ludzi poprzez swe monopole oraz przewagę na rynku; potępiał taką postawę. Sunday nigdy nie stracił swej sympatii dla ludzi ubogich i niższych warstw społecznych.
Jeszcze za jego życia zarzucano mu braki w wykształceniu, ale jako kontrargument wysuwano, że umiał przemawiać w języku, który był dla ludzi zrozumiały. Umiał pogodzić swoje kampanie przebudzeniowe z przygotowaniami wojennymi, które też wspierał finansowo. Łączył Ewangelię z patriotyzmem. Zarzuca mu się, że głosił chrześcijaństwo, w którym wybór zbawienia pod wieloma względami przypomina podjęcie decyzji w świecie biznesu i w rezultacie zamienił przebudzenie w show–business.
Najczęściej stawiany zarzut dotyczył umiłowania pieniędzy. Sunday odpowiadał, że średnio mu wychodzi tylko dwa dolary za jednego „nawróconego”, inni ewangeliści biorą znacznie więcej.
Innym stawianym mu zarzutem, jest plagiaryzm. Jeden z jego krytyków zarzucił, że 75% jego kazań zapożyczonych zostało z dzieł innych autorów. Co prawda w czasach aktywności Sundaya rozpowszechnioną praktyką było zapożyczanie cudzego materiału bez poprawnego wskazywania źródła, jednak w przypadku Sundaya zachodzi ta różnica, że jego kazania były publikowane i sprzedawane. Na potrzeby swoich kazań Sunday często korzystał z Ingersollia (1899) oraz Iconoclast (1916).
Niektórzy teolodzy postrzegali fenomen Sundaya jako religijne bankructwo i zagrożenie dla Kościoła. Rabin Stephen Samuel Wise, który nigdy nie słuchał Sundaya, a jedynie czytał to, co o nim napisano, nazwał go największym teologicznym łamistrajkiem w historii i zarzucał mu profanację chrześcijaństwa. Rabina przerażał fakt, że chrześcijańscy duchowni chętnie oferowali Sundayowi wszelką współpracę.
Jego zwolennicy uważali, że jest największym „przebudzeniowcem” w historii Stanów Zjednoczonych, a być może największym od dni apostołów.